# Exechia parvula
Exechia parvula är en tvåvingeart som först beskrevs av Zetterstedt 1852.  Exechia parvula ingår i släktet Exechia och familjen svampmyggor. Arten är reproducerande i Sverige. Inga underarter finns listade i Catalogue of Life.